# Cyphomandra
Cyphomandra is de botanische naam van een geslacht uit de nachtschadefamilie (Solanaceae). Het geslacht is bekend van de eetbare tamarillo (Cyphomandra betacea) of boomtomaat uit de Andes. Ook andere soorten dragen eetbare vruchten; deze zijn echter van mindere kwaliteit. Het geslacht bevat zo'n 35 soorten, die van nature voorkomen van Noord-Argentinië tot in Mexico.
Door sommige auteurs wordt Cyphomandra ook wel als subgenus binnen het genus Solanum beschouwd.